# Qasr al-Hallabat
Qasr al-Hallabat è una città nel Governatorato di Zarqa, nel nord-ovest della Giordania, a nord-est della capitale Amman. La città prende il nome dal castello del deserto costruito degli Omayyadi lì situato.
Ad est del castello si trova la relativa casa dei bagni di Hammam as-Sarah.

## La città moderna
La città moderna di Qasr al-Hallabat è un comune composto da quattro villaggi. L'area è abitata dalla tribù Bani Sakhr, in particolare la famiglia Al-Othman.

## Monumenti
- Qasr al-Hallabat
- Hammam as-Sarah